# 玉造稲荷神社
玉造稲荷神社（たまつくりいなりじんじゃ）は、大阪市中央区玉造にある神社。旧社格は府社。登記上の宗教法人名称は稲荷神社（いなりじんじゃ）。

## 歴史
社伝によれば垂仁天皇18年（紀元前12年）に天皇によって創建され、当時は比売社と称していた。蘇我氏と物部氏の戦いの際、蘇我氏方の聖徳太子がこの地、玉作岡に布陣して戦勝を祈願し、戦勝後当地に観音堂を建てたという伝承がある。
豊臣大坂城の三の丸に位置し、その鎮守社として豊臣家から篤い崇敬を受けた。戦国時代の天正4年（1576年）の戦火で荒廃してしまっていたが、慶長8年（1603年）に豊臣秀頼により社殿や高殿（舞台）が再建された。しかし、慶長20年（1615年）の大坂夏の陣で社殿は再び焼失した。
元和5年（1619年）、江戸幕府の大坂城代内藤信正や氏子らの寄進によって再建された。社地は元々は急崖に面していたため、少しでも平坦化するために、寛政元年（1789年）、東横堀川の浚渫で出た土砂を町人らが運び込む「砂持」が行われた。豊臣時代に引き続いて徳川時代も大坂城の鎮守とされ、豊津稲荷社と称した。
江戸時代には伊勢参りの出発点とされた。文久3年（1863年）11月の大坂大火（新町焼）で焼失するが、1871年（明治4年）に再建される。
明治時代になると府社に列せられている。1891年（明治24年）5月27日、文秀女王が御成。女王はこの際、要望に応じて「真榊の　わか葉の陰に　立よれば　みやゐすヽしき　夕風ぞ吹く」と即興で詠んだ。
現在の「玉造」の社名は鎮座地の地名によるもので、一帯は古代、勾玉などを作っていた玉作部の居住地であったという伝承がある。現在の社殿は1945年（昭和20年）6月1日の第2回大阪大空襲で焼失した後、1954年（昭和29年）10月に再建されたものである。1986年（昭和61年）、創祀二千年を記念して境内に難波・玉造資料館が開館した。

## 祭神
- 主祭神 - 宇迦之御魂大神
- 相殿神 - 下照姫命、稚日女命、月読命、軻偶突智命

## 境内

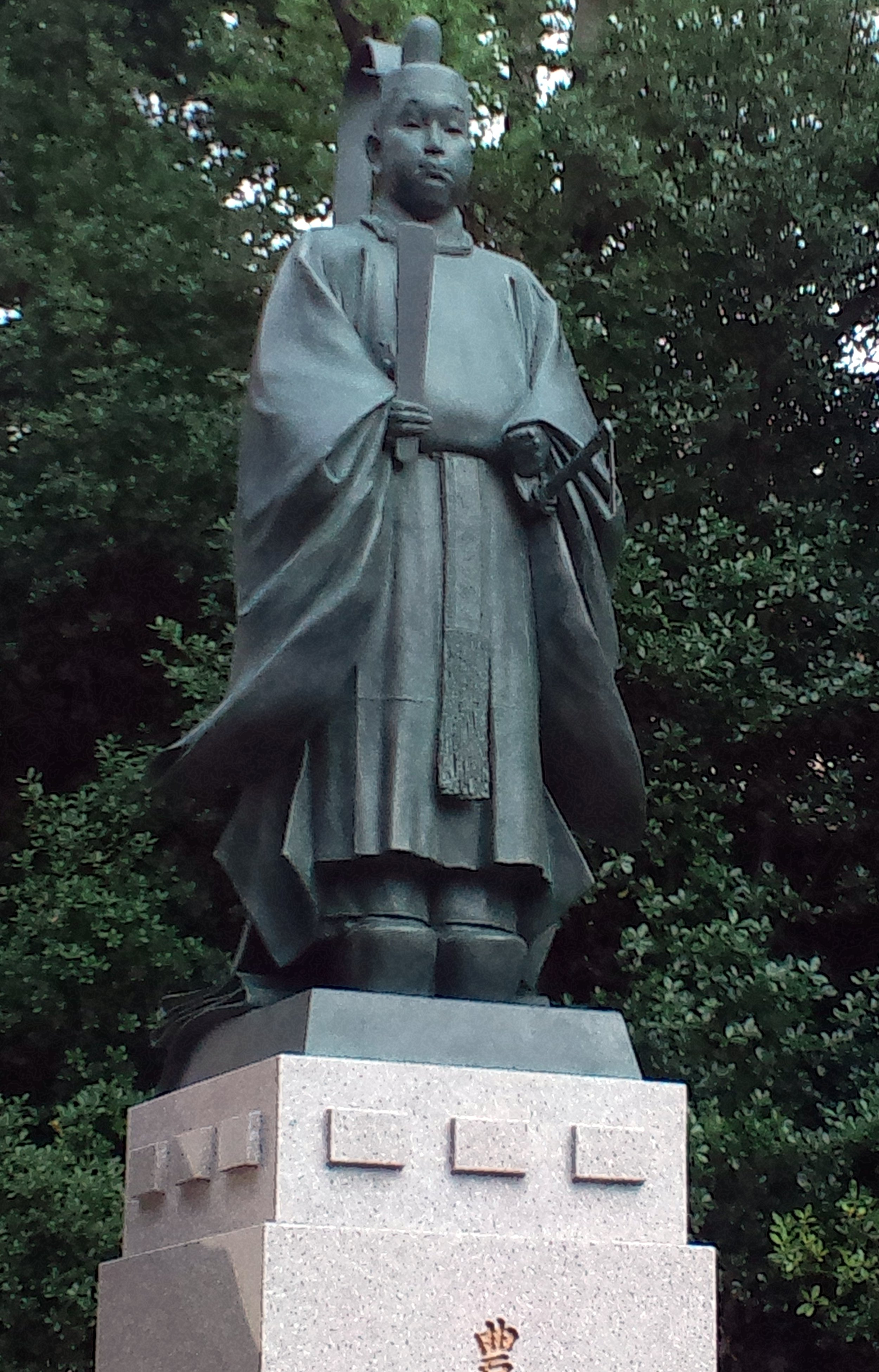
豊臣秀頼公銅像

- 本殿 - 1954年（昭和29年）10月再建。
- 拝殿 - 1954年（昭和29年）10月再建。
- 白龍池
- 厳嶋神社 - 祭神：市杵嶋姫神。現在地の池（白龍池）に白龍観音が出現したことにより弁才天を祀ったもので、神仏分離により祭神を市杵嶋姫神とした。雨乞いの神として信仰される。
- 万慶稲荷神社 - 祭神：宇迦之御魂大神。大坂城内の各所に祀られていた稲荷社を、享保年間（1716年 - 1736年）に一社に合祀し当社境内に祀ったもの。
- 新山稲荷神社 - 祭神：宇迦之御魂大神。元は寛政11年（1799年）、当時の大坂城代・松平輝和が城代屋敷内に当社の分霊を祀ったものである。1907年（明治40年）、当社境内に遷座された。新山稲荷は現在の大阪府立清水谷高等学校敷地内に在った。
- 胞衣塚大明神 - 祭神：豊臣秀頼の胞衣。当初は大坂城三の丸に当たる現在地に胞衣が埋められ、その後は豊臣家を慕う当地の人々により密かに祀られていた。1945年（昭和20年）、戦災により焼失し、寺山町（現・上町1丁目）、東阪町（現・玉造1丁目）に遷座していた。1983年（昭和58年）、大坂築城400年を記念して元の鎮座地に遷座された。子供の夜泣きに霊験ありとされる。
- 豊臣家奉納鳥居 - 慶長8年（1603年）、豊臣秀頼により社殿再建時に奉納された石鳥居。阪神・淡路大震災により基礎に損傷を受け、現在は上部・脚部に分けて境内に置かれている。
- 豊臣秀頼公銅像 - 2011年（平成23年）10月13日に建立・除幕式。
- 利休井 - 当社の南側に屋敷を構えていた千利休にあやかって2006年（平成18年）に作ったもの。
- 社務所
- 参集殿
- 難波・玉造資料館 - 1986年（昭和61年）築。
- 分社
  - 玉造稲荷神社分社（大阪府大阪市中央区上町1丁目8-4）

## 現地情報
所在地
- 大阪市中央区玉造2-3-8

交通アクセス
- 最寄駅： - 大阪環状線または地下鉄中央線・長堀鶴見緑地線森ノ宮駅下車後、徒歩約6分（南西へ約500m）